# شیعه در بحرین
شیعه در بحرین ۶۲ درصد از جمعیت بحرین را تشکیل داده‌است. به گفته موسسه واشینگتن، دیدگاه رهبران شیعه و سنی در بحرین شبیه به دیدگاه‌های موجود در کشورهای همسایه عرب است.

## جمعیت

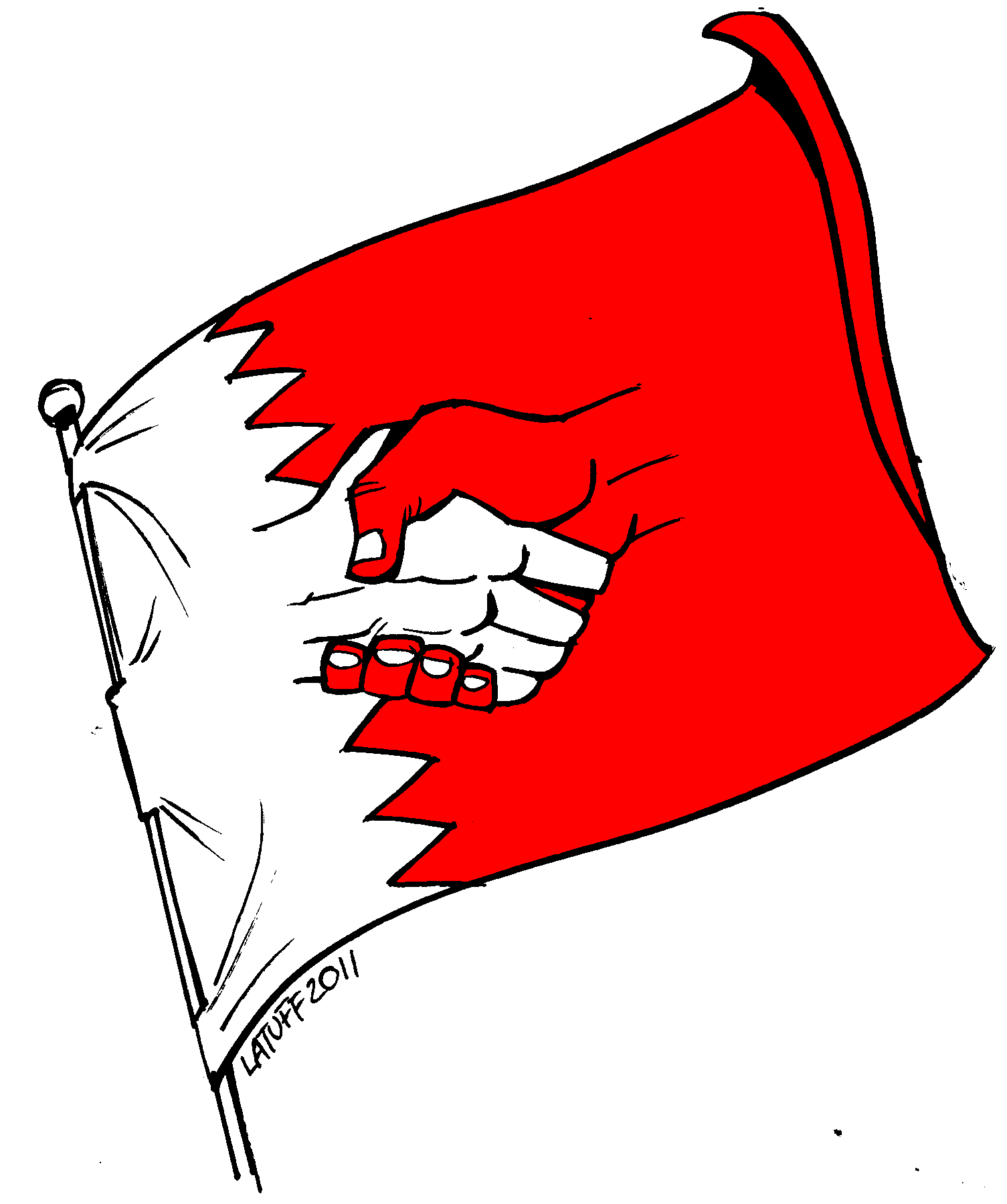
اتحاد شیعه و سنی در بحرین

اگرچه در بحرین بیش از نیمی از جمعیت مسلمان شیعه هستند (حدود ۶۲درصد تخمین زده می‌شود)، خانواده سلطنتی و اهل سنت، آل خلیفه، کشور را اداره می‌کند.
به عقیده کمیل رنار، از رادیو فرانس کولتور، شیعیان بحرین پس از پیروزی انقلاب اسلامی ۱۳۵۷ ایران تبدیل به جریان سیاسی «اسلام مظلوم» شدند: «... شیعیان که اکثریت بحرین را تشکیل می‌دادند توسط اهل سنت حاکم، شهروندان درجه دو محسوب می‌شدند و در سال ۲۰۱۱ سرکوب شدند.»

## تاریخچه
مردم بحرین پیروزی انقلاب ایران را جشن گرفتند و اجتماعاتی در حمایت از آن تشکیل داده‌اند. در سال ۱۹۷۹، آنها خواستار نقش داشتن در تعیین سرنوشت خود با انجام اعتراضات فراوان علیه دولت آل خلیفه شدند. جمعیت ملی وفاق اسلامی، به عنوان یکی از انجمن‌های شیعه در بحرین، دو هدف را دنبال می‌کند: مخالفت با دولت فعلی بحرین و تغییر ساختار جامعه بر اساس نقش داشتن مردم در اداره کشور. این جمعیت در سال ۲۰۰۱، توسط بیش از ۱۰۰ عالم شیعه از جمله علی سلمان، سعید شهابی، عبدالعمیر الجمری و شیخ عیسی قاسم، از جمله رهبران الوفاق تأسیس شد.
در سال ۱۹۱۷ عیسی بن علی آل خلیفه برای مقابله با بحران اقتصادی، از بازرگانان قرض گرفت، مالیات گمرکی را افزایش داد و املاک شیعیان که تنها گروه غیرسنی فاقد حمایت بریتانیا بودند را مصادره کرد.

### ائتلاف ۱۴ فوریه جوانان
با توجه به رفتار آل خلیفه فعالان شیعه ۱۴ فوریه ۲۰۱۱ را روز خشم نامیدند و از مردم خواستند که در آن روز علیه رفتارهای آل خلیفه اعتراض کنند. آل خلیفه با معترضان برخورد کردند و از آن روز موج گسترده‌ای از اقدامات آل خلیفه علیه شیعیان از جمله بازداشت زنان و مردان و کودکان و شکنجه آنها، نابودی مساجد شیعه و گورستان‌ها انجام شده‌است.

## جامعه

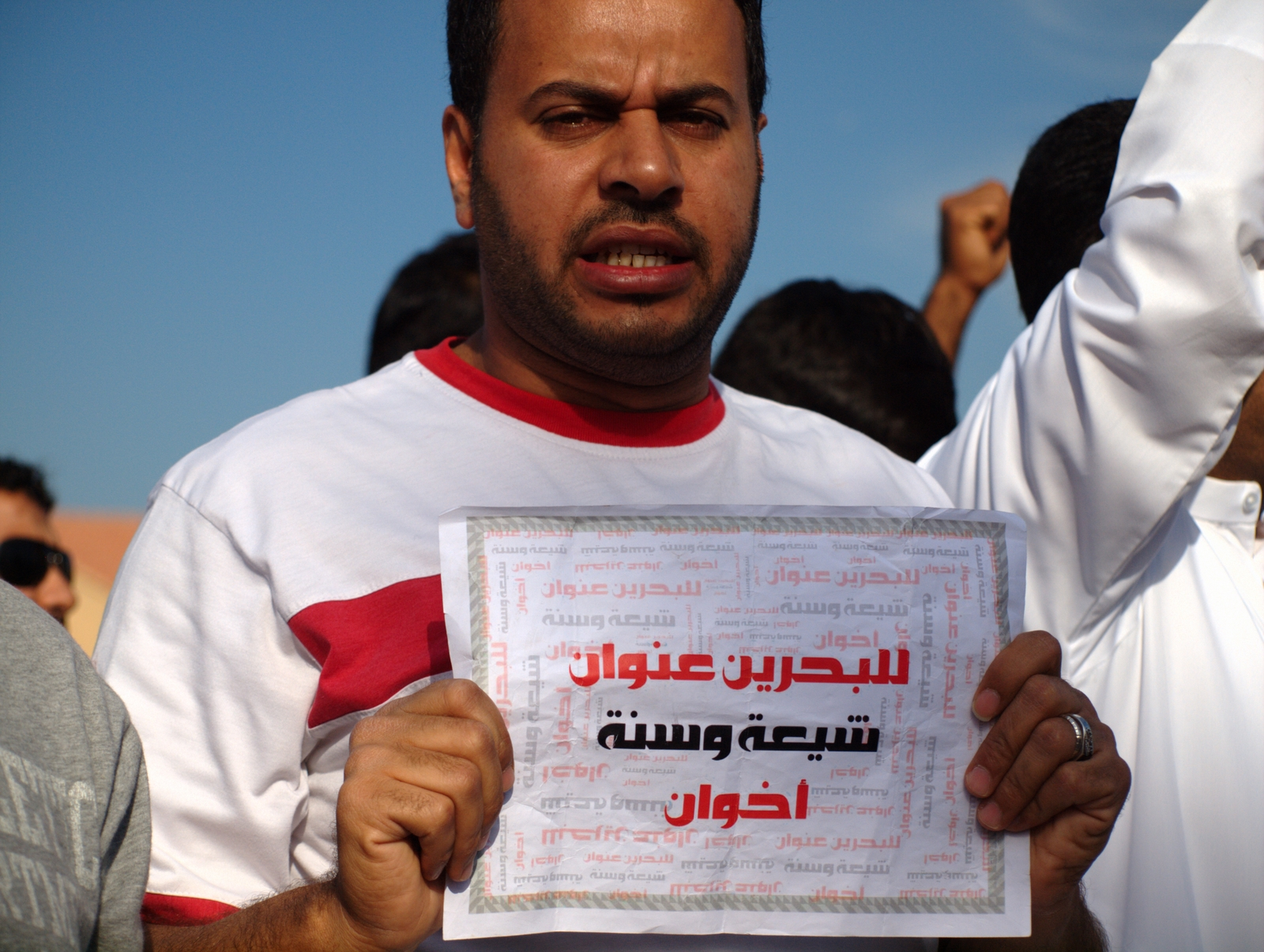
اهمیت اتحاد شیعه و سنی

در بحرین فرقه‌های مختلفی وجود دارد و همچنین سیستم سیاسی غالب و رسمی در بحرین توسط اهل سنت اداره می‌شود.
براساس گزارش‌های گاردین، زمانی که خاندان آل خلیفه به بحرین آل خلیفه پیوسته‌اند، شیعیان که زمین داران بوده‌اند، به دهقان و کشاورز تبدیل شده‌اند. در حال حاضر، مقامات بلندپایه رسمی از اهل سنت هستند و فقط چند منصب توسط شیعیان اداره می‌شود. لازم است ذکر شود که در بحرین، سنی بودن به معنی غنی بودن و شیعه بودن به معنی فقیر بودن است اما به‌طور کلی شیعیان در شرایط نامساعد اقتصادی قرار دارند.

## علمای شیعه
بحرین دارای پس زمینه باستانی و تاریخی است که از حضور علمای شیعه ناشی می‌شود. بعضی از آنها به شرح زیر هستند:
ابن میثم بحرانی، یکی از برجسته‌ترین متفکران قرن بیست و یکم، متکلم، نویسنده و فیلسوف بود. بحرانی در باب اصول عقاید شیعیان دوازده امامی، عصمت پیامبران و امامان، انتصاب امام علی به امامت و غیبت امام دوازدهم کتاب‌هایی را نوشت. شیخ یوسف بحرانی(۱۶۹۵–۱۷۷۲) (عربی: یوسف البحرانی) یک متکلم بحرینی بود و یک فرد برجسته در توسعه اصول فکری شیعه دوازده امامی. شیخ عیسی قاسم (عربی: آیت‌الله الشیخ عیسی أحمد قاسم) روحانی و سیاستمدار شیعه است. او رهبر معنوی الوفاق، بزرگ‌ترین انجمن مخالف آل خلیفه و نحوه حکومت در بحرین است. او همچنین رهبر و از بنیانگذاران جمعیت روشنگری اسلامی بود.